# Кентржинський Антон Михайлович
Антон Михайлович Кентржинський (1892—?) — український громадський, політичний і кооперативний діяч, учасник «Просвіти». Батько історика Богдана Кентржинського.

## Життєпис
Народився 1892 року у селі Козлин Дубенського повіту Волинської губернії. Українець. Здобув середню освіту. У 1913—1915 роках працював волосним писарем. У часи Української Держави та Директорії УНР служив помічником секретаря повітового комісара.
Після чужоземної окупації України разом з родиною переїхав спочатку до Старокостянтинова, потім — до Кам'янця-Подільського і Ченстохови. Зрештою Кентржинським вдалося отримати дозвіл від польської влади повернутися назад у Рівне. У Рівному Антон Кентржинський спочатку працював секретарем адвоката Дайчмейстера, згодом — секретарем адвоката і голови Рівненського повітового відділу «Просвіти» Олександра Карпинського. У 1921 році став членом і секретарем рівненської «Просвіти». Також був секретарем і бухгалтером у Рівненській українській приватній гімназії. Долучився до УНДО. Брав участь в організації українського кооперативного руху. Був членом заснованого у 1925 році Волинського селянського кооперативного банку. У листопаді 1927 року став головою правління і бухгалтером Волинського селянського кооперативного банку у Рівному. За громадську і політичну діяльність польська поліція називала Кентржинського «гайдамакою першого сорту». У лютому 1928 року поліція виселила Кентржинського за межі Волинського воєводства. У 1929 році польська влада закрила рівненську «Просвіту».
Після окупації Західної України Радянським Союзом Кентржинському доручили організацію місцевої райспоживспілки. Проте вже 23 березня 1940 року (за іншими даними — 4 квітня 1940 року) арештований у Рівному. Утримувався у в'язниці в Рівному і Дубно. 29 березня 1941 року Особливою нарадою при НКВС СРСР засуджений до 8 років ув'язнення у виправно-трудовому таборі за статтями 54-10 ч.2 КК УРСР («антирадянська пропаганда і агітація») та 54-11 КК УРСР («участь у контрреволюційній організації»). За деякими даними пізніше за невідомих обставин вбитий. 19 жовтня 1989 року прокуратура Рівненської області реабілітувала Антона Кентржинського.

## Родина
Дружина — Олена Григорівна (до шлюбу Орловська; ?—1977), українська громадська діячка, була заслана радянською владою у Казахстан на 15 років, опісля виїхала у Швецію. Мав двох синів — Богдана (1919—1969) і Тараса.